# Exposure (로버트 프립의 음반)
《Exposure》는 영국의 기타리스트이자 작곡가 로버트 프립의 데뷔 솔로 음반이다. 팝 포맷에 초점을 맞춘 프립 솔로 프로젝트 중 독특한 이 음반은 데이비드 보위, 피터 가브리엘, 데릴 홀과의 이전 협업에서 성장했으며, 후자의 두 가수가 음반에 등장한다. 1979년에 발매된 이 곡은 빌보드 200 차트에서 79위로 정점을 찍었다. 대부분의 가사는 시인이자 작사가인 조안나 월튼이 제공했는데, 후에 팬암 항공 103편 폭파 사건에서 살해되었다.

## 배경
1974년 킹 크림슨의 첫 번째 공연을 끝내고 1975년부터 1976년까지 국제 연속 교육 아카데미에서 공부한 후, 프립은 1977년 뉴욕의 헬스키친 근처로 이사했다. 당시 뉴욕은 펑크 록과 뉴 웨이브라고 알려진 것의 중심지였고, 프립은 블론디, 로슈 자매와 함께 연주하고 녹음하며 활발한 다운타운 음악 현장의 사운드를 흡수하는 장면의 일부가 되었다. 그는 새로운 접근 방식을 구상했고, 브라이언 이노와 함께 개발한 테이프 지연/루핑 기술인 "프리퍼트로닉스(Fripertronics)"를 포함하여 이러한 뉴욕의 경험의 요소들을 현재의 팔레트에 포함시켰다. 이노의 초대로 프립은 1977년 데이비드 보위의 싱글 〈Heroes〉와 음반에 참여했다.

## 평가
| 전문가 평가                   | 전문가 평가 |
| 평가 점수                     | 평가 점수   |
| 출처                          | 점수        |
| ----------------------------- | ----------- |
| AllMusic                      | [ 3 ]       |
| Christgau's Record Guide      | B+          |
| Rolling Stone                 | [ 5 ]       |
| The Rolling Stone Album Guide | [ 6 ]       |

폴 스텀프는 1997년 그의 《히스토리 오브 프로그레시브 록》에서 이 음반을 "엄청나게 웅변적이고 숨막힐 정도로 다양하다"고 평가하면서, 이 음반은 전통적인 스타일이긴 하지만, 1980년대의 킹 크림슨 화신이 사용했던 접근 방식을 암시하는 놀라운 일관성을 지니고 있다고 덧붙였다.

## 곡 목록
모든 곡들은 특별한 언급이 없는 한 로버트 프립에 의해 작사/작곡하였다.
| #  | 제목                               | 작사·작곡                    | 재생 시간 |
| -- | ---------------------------------- | ---------------------------- | --------- |
| 1. | 〈Preface〉                        |                              | 1:16      |
| 2. | 〈You Burn Me Up I'm a Cigarette〉 |                              | 2:24      |
| 3. | 〈Breathless〉                     |                              | 4:43      |
| 4. | 〈Disengage〉                      | 피터 해밀, 조안나 월튼, 프립 | 2:46      |
| 5. | 〈North Star〉                     | 데릴 홀, 월튼, 프립          | 3:06      |
| 6. | 〈Chicago〉                        | 홀, 월튼, 프립               | 2:12      |
| 7. | 〈NY3〉                            |                              | 2:16      |
| 8. | 〈Mary〉                           | 홀, 월튼, 프립               | 2:06      |

| #  | 제목                                                           | 작사·작곡           | 재생 시간 |
| -- | -------------------------------------------------------------- | ------------------- | --------- |
| 1. | 〈Exposure〉                                                   | 피터 가브리엘, 프립 | 4:25      |
| 2. | 〈Hååden Two〉                                                 |                     | 2:53      |
| 3. | 〈Urban Landscape〉                                            |                     | 2:35      |
| 4. | 〈I May Not Have Had Enough of Me but I've Had Enough of You〉 | 월튼, 프립          | 3:50      |
| 5. | 〈First Inaugural Address to the I.A.C.E. Sherborne House〉    | 존 G. 베넷          | 0:07      |
| 6. | 〈Water Music I〉                                              | 프립, 베넷          | 1:27      |
| 7. | 〈Here Comes the Flood〉                                       | 가브리엘            | 4:01      |
| 8. | 〈Water Music II〉                                             |                     | 4:16      |
| 9. | 〈Postscript〉                                                 |                     | 0:40      |